# Wiervis
De wiervis (Phyllopteryx taeniolatus) is een straalvinnige vissensoort uit de familie van zeenaalden en zeepaardjes (Syngnathidae). De wetenschappelijke naam van de soort is voor het eerst geldig gepubliceerd in 1804 door Lacepède.

## Kenmerken
Dit zeepaardje heeft kenmerkende, vreemd gevormde beenplaten en bladvormige aanhangsels op het lichaam, waardoor het dier nagenoeg onzichtbaar is tussen de bodemflora. De lange staart is evenzo bedekt met bladvormige aanhangsels, maar is niet oprolbaar zoals bij de meeste zeepaardjes. Door zijn heldere kleuren, die variëren van bruin tot oranjerood met gele vlekken, is hij echter gemakkelijk te vinden in open water buiten het rif. De lichaamslengte bedraagt maximaal 46 cm.

## Leefwijze
Het voedsel van dit dier bestaat in hoofdzaak uit plankton uit de hogere waterlagen en kleine ongewervelden, die ze tussen de flora op de zeebodem zoeken.

## Verspreiding en leefgebied
Deze soort komt voor aan de zuidkust van Australië en aan de kusten van Tasmanië tussen wieren en zeegrassen op de zeebodem nabij rotsriffen.

## Status
De soort staat op de Rode Lijst van de IUCN als Gevoelig, beoordelingsjaar 2006.